# Västergötlands runinskrifter 131
Västergötlands runinskrifter 131 är en nu försvunnen medeltida runristad kistlocksformad gravhäll som funnits i Sjögerås, Vilske-Kleva socken och Falköpings kommun. Stenen är trefasad med släthuggna sidor och en runinskrift på mittfasen. Den har eftersökts utan att återfinnas. Stenen har varit ungefär 1,8 meter lång och 0,75 meter bred. Dess mitt är prytt med ett kryckkors. Stenen hittades på platsen för Sjögerås medeltida kyrka och dess kyrkogård.

## Inskriften
Translitterering av runraden:
[þorþær ¶ {IC IAC(E)... THO(ʀ)...} ¶ biærn : let gæræ · sten]
Normalisering till latin:
Þorðr. {Hic iacet Thor[do]}. Biorn let gæra stæin.
Översättning till nusvenska:
Tord. Hic iacet Thordo / Här vilar Tord. Björn lät göra stenen.